# حريق ويست فالي
حريق ويست فالي كان حريق هائل في غابة ديكسي الوطنية، على بعد حوالي عشرة أميال شمال سانت جورج يوتا في الولايات المتحدة. بدأ الحريق بنيران مخيم مهجورة وتم الإبلاغ عنها لأول مرة في 27 يونيو وتم احتواؤها بحلول 7 أغسطس.

## الأحداث

### يونيو
تم الإبلاغ عن حريق ويست فالي في 27 يونيو في حوالي الساعة 3:00 مساءً في غابة ديكسي الوطنية، على بعد 10 أميال شمال سانت جورج في يوتا. بدأ الحريق بنيران مخيم مهجور. بحلول 29 يونيو نمت النيران 7200 فدان (29 كم 2)، واحترقت في ندبة حريق فلات من عام 2006، مما أدى إلى إبطاء تقدم الحريق في الشمال الشرقي الشمالي الشرقي. تم إغلاق غابة ديكسي الوطنية مؤقتًا في مناطق محددة.

### يوليو
تسببت تحذيرات العلم الأحمر في زيادة نشاط الحرائق في بداية شهر يوليو. بحلول 10 يوليو نما الحريق إلى 11771 فدانًا (48 كم 2) وتم احتواؤه بنسبة 55 بالمائة. تم إغلاق مناطق إضافية من الغابة الوطنية على طول محيط ويست فالي وفي منطقة بيني فالي. في 11 يوليو بدأت الاستجابة الطارئة في المنطقة المحروقة التحقيق فيما يتعلق بإعادة التأهيل بعد الحريق. اعتبارًا من 27 يوليو أحرق الحريق ما مجموعه 11771 فدانًا (48 كم 2) وتم احتواؤه بنسبة 55 بالمائة.

### أغسطس
تم الإبلاغ عن احتواء الحريق بحلول 7 أغسطس.